# Ecphorella wellmani
Ecphorella wellmani es una especie de hormiga, la única conocida del género Ecphorella, que se encuentra en la subfamilia Dolichoderinae. Se descubrieron en Angola. Solo se conocen las obreras.